# El último tren a Auschwitz
El último tren a Auschwitz (Der letzte Zug en el original alemán) es una película alemana sobre el holocausto y la Segunda Guerra Mundial.

## Sinopsis
Los nazis quieren exterminar los judíos de Berlín definitivamente. Más de 70.000 ya han sido deportados de la ciudad. En abril de 1943 sale de la estación de Grunewald un tren con 688 judíos hacia Auschwitz. En un viaje que durará seis días en medio de una lucha contra el calor, el hambre y la sed. En su desesperación, se levantarán líderes como Henry (Gedeon Burkhard), Albert (Roman Roth), Lea (Lale Yavas) y Ruth (Sibel Kekilli) en la búsqueda de una huida eficaz, pero el tiempo apremia y Auschwitz se acerca cada vez más.

## Personajes
- Gedeon Burkhard, Henry Neumann
- Lale Yavas, Lea Neumann
- Lena Beyerling, Nina Neumann
- Sibel Kekilli, Ruth Zilbermann
- Roman Roth, Albert Rosen
- Ludwig Blochberger, Crewes

- Datos: Q322872